# Markråhet
Markråhet betecknar markytans friktion mot luften. En skog har hög markråhet, och vindhastigheten stiger långsamt med höjden. Över en grässlätt är markråheten lägre, och vinden kan vara stark  relativt nära markytan. Även över öppet vatten är markråheten låg. 